# Nigel d'Aubigny
Nigel d'Aubigny (anche Neel d'Aubigny o Nigel de Albini) (1072 circa – 21 novembre 1129) è stato un nobile normanno e barone inglese, figlio di Roger d'Aubigny e Amice (o Avice) de Mowbray.
Lo zio paterno William era signore di Aubigny, mentre il padre era un fervente sostenitore di Enrico I d'Inghilterra. Il fratello William d'Aubigny Pincerna fu il maggiordomo del re e padre del 1º conte di Arundel. Nigel fu il fondatore della casata di Mowbray.

## Vita
Nigel viene descritto come "uno degli 'uomini nuovi' preferiti da Enrico". Entrato al servizio del re come cavaliere del seguito reale e fratello del maggiordomo del re, negli anni successivi alla battaglia di Tinchebrai del 1106 Nigel fu ricompensato da Enrico con il matrimonio con un'ereditiera – che gli portò in dote una signoria in Normandia – e con le terre di diversi uomini, in primis quelle di Robert de Stuteville. La signoria di Mowbray divenne una delle più ricche dell'Inghilterra normanna. Dal 1107 al 1118 circa, Nigel prestò servizio come funzionario reale nello Yorkshire e nel Northumberland. Nell'ultimo decennio della sua vita viaggiò spesso con Enrico I, molto probabilmente come uno dei consiglieri militari e amministrativi più fidati. Morì in Normandia e fu forse sepolto nell'abbazia di Bec.

## Famiglia
Il primo matrimonio di Nigel, dopo il 1107, fu con Matilda de L'Aigle, il cui precedente matrimonio con Robert de Mowbray, conte di Northumbria, caduto in disgrazia e imprigionato, era stato annullato per consanguineità. Matilda portò in dote al nuovo marito la signoria di Montbray (Mowbray), già appartenuta al suo ex marito. Dopo un decennio di matrimonio senza figli e la morte del potente fratello di lei, Gilbert de L'Aigle (morto tra il 1115 e il 1117), Nigel a sua volta ripudiò Matilda sulla base della consanguineità del suo primo matrimonio e nel giugno 1118 sposò Gundred de Gournay (morta nel 1155), figlia di Gerard de Gournay ed Edith de Warenne, e quindi nipote di William de Warenne, 1º conte di Surrey. Nigel e Gundred ebbero un figlio, Roger di Mowbray, che prese il nome dalle terre dei Mowbray ereditate dal padre e fu il progenitore della successiva famiglia Mowbray.